# Ande (socken)
Ande (kinesiska: 安德, 安德乡) är en socken i Kina. Den ligger i provinsen Hunan, i den södra delen av landet, omkring 130 kilometer nordväst om provinshuvudstaden Changsha. Antalet invånare är 17024. Befolkningen består av 8 179 kvinnor och 8 845 män. Barn under 15 år utgör 12,0 %, vuxna 15-64 år 75 %, och äldre över 65 år 12,0 %.
Genomsnittlig årsnederbörd är 1 693 millimeter. Den regnigaste månaden är maj, med i genomsnitt 281 mm nederbörd, och den torraste är december, med 34 mm nederbörd.